# Liste der Monuments historiques in Clavette
Die Liste der Monuments historiques in Clavette führt die Monuments historiques in der französischen Gemeinde Clavette auf.

## Liste der Objekte
| Bezeichnung                                 | Beschreibung                                          | Standort                                 | Kennzeichnung | Schutzstatus | Datum | Bild |
| ------------------------------------------- | ----------------------------------------------------- | ---------------------------------------- | ------------- | ------------ | ----- | ---- |
| Kanzel                                      | Holz, zweite Hälfte des 19. Jahrhunderts              | in der Kirche Notre-Dame-de-l’Assomption | PM17002119    | Inscrit      | 2006  |      |
| Ziborium                                    | Silber, vergoldet, zweite Hälfte des 19. Jahrhunderts | in der Kirche Notre-Dame-de-l’Assomption | PM17002123    | Inscrit      | 2006  |      |
| Taufbecken mit Deckel                       | Marmor, 19. Jahrhundert                               | in der Kirche Notre-Dame-de-l’Assomption | PM17002118    | Inscrit      | 2006  |      |
| Monetranz                                   | Silber, vergoldet, 1846                               | in der Kirche Notre-Dame-de-l’Assomption | PM17002122    | Inscrit      | 2006  |      |
| Empore                                      | Holz, 1880/81                                         | in der Kirche Notre-Dame-de-l’Assomption | PM17002115    | Inscrit      | 2006  |      |
| Hauptaltar mit Tabernakel und Retabel       | Holz, 18./19. Jahrhundert                             | in der Kirche Notre-Dame-de-l’Assomption | PM17002120    | Inscrit      | 2006  |      |
| Retabel des Hauptaltars und Wandvertäfelung | Holz, 18. Jahrhundert                                 | in der Kirche Notre-Dame-de-l’Assomption | PM17001001    | Inscrit      | 1978  |      |
| Kriegerdenkmal                              | Holz, erste Hälfte des 20. Jahrhunderts               | in der Kirche Notre-Dame-de-l’Assomption | PM17002116    | Inscrit      | 2006  |      |
| Weihwasserbecken                            | Marmor, 19. Jahrhundert                               | in der Kirche Notre-Dame-de-l’Assomption | PM17002117    | Inscrit      | 2006  |      |
| Skulptur Christus am Kreuz                  | Holz, 19. Jahrhundert                                 | in der Kirche Notre-Dame-de-l’Assomption | PM17002121    | Inscrit      | 2006  |      |